# 틴술라논 스타디움
틴술라논 스타디움(태국어: สนามติณสูลานนท์)은 태국 송클라주에 위치한 축구 전용 경기장으로 수용 인원은 20,000명이다. 송클라 FC의 홈 구장으로 사용되고 있다.

## 기록

### 2020년 AFC U-23 챔피언십
| 날짜            | 팀 1           | 스코어 | 팀 2           | 라운드 |
| --------------- | -------------- | ------ | -------------- | ------ |
| 2020년 1월 9일  | 우즈베키스탄   | 1 - 1  | 이란           | C조    |
| 2020년 1월 9일  | 대한민국       | 1 - 0  | 중화인민공화국 | C조    |
| 2020년 1월 12일 | 이란           | 1 - 2  | 대한민국       | C조    |
| 2020년 1월 12일 | 중화인민공화국 | 0 - 2  | 우즈베키스탄   | C조    |
| 2020년 1월 15일 | 중화인민공화국 | 0 - 1  | 이란           | C조    |